# Dipartimento del Cimino
Il dipartimento del Cimino fu un dipartimento della Repubblica Romana, esistito dal 1798 al 1799. Prendeva il nome dal monte Cimino e aveva per capoluogo Viterbo.

## Territorio
Il dipartimento del Cimino insisteva sulla parte più settentrionale del Lazio. Confinava a nord con il Granducato di Toscana e il dipartimento del Trasimeno, a est con il dipartimento del Clitunno, a sud con il dipartimento del Tevere e a ovest con il mar Tirreno.

## Storia
Il dipartimento del Cimino seguì le sorti dell'effimera repubblica giacobina proclamata a Roma nel 1798. La caduta del regime repubblicano l'anno seguente condusse al ripristino delle istituzioni pontificie. Nel 1809, nonostante l'occupazione napoleonica dello Stato Ecclesiastico e la sua annessione all'Impero francese, il Cimino non fu ricostituito e il territorio corrispondente entrò a far parte del dipartimento del Tevere (poi dipartimento di Roma). I distretti preesistenti furono sostituiti da un arrondissement con capoluogo a Viterbo.

## Suddivisione amministrativa
L'ultimo riparto amministrativo del Cimino, definito il 26 fiorile anno VI, prevedeva la suddivisione del dipartimento in 3 distretti e 15 cantoni.
| Dipartimento | Capoluogo | Distretto         | Cantoni                                                                    |
| ------------ | --------- | ----------------- | -------------------------------------------------------------------------- |
| Cimino       | Viterbo   | Civita Castellana | Bracciano, Civita Castellana, Morlupo, Ronciglione                         |
| Cimino       | Viterbo   | Orvieto           | Acquapendente, Bagnorea, Orvieto, Valentano                                |
| Cimino       | Viterbo   | Viterbo           | Civitavecchia, Corneto, Montefiascone, Orte, Toscanella, Vetralla, Viterbo |